# Callosa
Genre
Callosa est un genre d'araignées aranéomorphes de la famille des Linyphiidae.

## Distribution
Les espèces de ce genre sont endémiques de Chine. Elles se rencontrent dans des grottes au Yunnan et au Guangxi.

## Liste des espèces
Selon World Spider Catalog (version 18.5, 03/10/2017) :
- Callosa baiseensis Zhao & Li, 2017
- Callosa ciliata Zhao & Li, 2017

## Publication originale
- Zhao & Li, 2017 : Callosa gen. n., a new troglobitic genus from southwest China (Araneae, Linyphiidae). ZooKeys, no 703, p. 109-128 (texte intégral).